# Hackett Motor Car Company
Die Hackett Motor Car Company war ein kurzlebiger US-amerikanischer Automobilhersteller in den späten 1910er Jahren. Der Markenname lautete Hackett.

## Unternehmensgeschichte

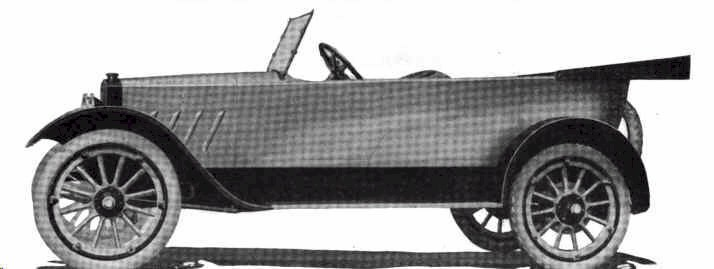
Hackett Four Touring (1916).

Der Brite Mansell Hackett hatte die Disco Starter Company aufgebaut, welche elektrische Anlasser herstellte. Zudem betätigte er sich mit dem Aufkauf und der Sanierung bankrotter Autofirmen. Eine davon, Argo, ein Hersteller von Cyclecars in Jackson (Michigan) und zuvor im Besitz von Benjamin Briscoe, behielt er und gründete im September 1916 die Hackett Motor Car Company. Chefingenieur wurde Fred M. Guy, produziert wurde in den ehemaligen Argo-Hallen.
Zur Finanzierung benötigte Hackett zusätzliche Mittel. Als Investor fand sich der Schiffbauer J. S. Johnston aus dem kleinen Ort Ferrysburg (Michigan). Ihm wurde schon früh die Präsidentschaft des Unternehmens übertragen. 1918 kam es zu einem Produktionsunterbruch infolge ausbleibender Materialien – eine Folge der Umstellung der US-Wirtschaft auf Kriegsproduktion, welche etliche Unternehmen betraf. Diese Zeit wurde genutzt für einen Umzug des Werkes nach Grand Rapids (Michigan). 1919 wurde dort die Produktion wieder aufgenommen. Pro Woche konnten 12 Fahrzeuge fertiggestellt werden. Das Unternehmen geriet jedoch in finanzielle Schieflage; ein Rettungsversuch im Oktober 1919 scheiterte.

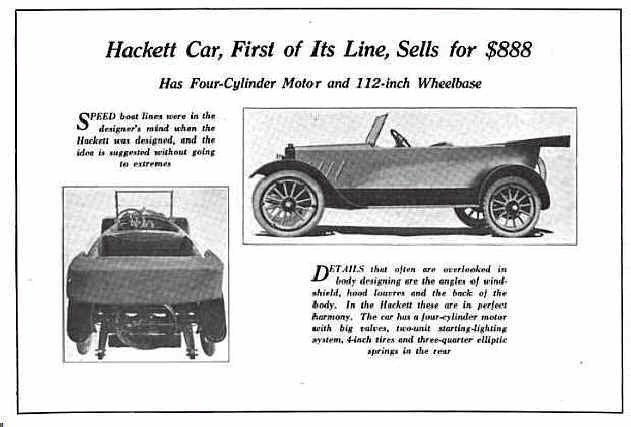
Anzeige für den Hackett Four (1917).

Insgesamt dürften nur rund 118 Hacketts gebaut worden sein. Parallel dazu arbeiteten Guy und sein Assistent O. W. Heinz weiterhin an einem um etwa 1910 begonnenen Projekt für einen neuartigen Motor mit rotierenden Ventilen. Dieser Disc Valve Motor ist eine Variante des Schiebermotors, bei der im Zylinder angebrachte Ventilscheiben von einer Hauptwelle im Zylinderkopf betrieben werden, was sowohl Nockenwelle wie auch Ventilfedern überflüssig macht. Ein Vierzylinder-Prototyp wurde fertiggestellt, allerdings konnte der Motor nicht mehr rechtzeitig zur Serienreife gebracht werden. Guy nahm ihn mit zu seinem nächsten Arbeitgeber, der eben erst gegründeten Apex Motor Corporation in Ypsilanti (Michigan). Dort wurde 1920 tatsächlich das Sechszylindermodell Ace Six Model H mit einem Motor dieses Prinzips hergestellt.
Guy und Otto verfolgten danach kurzzeitig das Projekt eines eigenen Autos, das als Heinz auf den Markt kommen sollte, verlegten sich dann aber auf die Produktion ihres Motors in der Guy Disc Valve Motor Company in Ypsilanti.
Die Produktionsanlagen von Hackett wurden von der Lorraine Motors Corporation übernommen, deren führender Kopf David Dunbar Buick war. Ihr Produkt, der deutlich größere Lorraine, scheiterte aber nach kurzer Zeit genauso. Es scheint, dass Mansell Hackett an diesem Projekt nicht mehr beteiligt war und sich auf seine angestammten Geschäftsfelder konzentrierte.

## Technik
Der Hackett Four war ein Assembled car, also ein „konfektioniertes“ Auto mit zugekauften Komponenten und ein vollwertiger, konventionell gebauter Personenwagen der US-amerikanischen unteren Mittelklasse. Der Motor war ein seitengesteuerter Vierzylinder der von G.B. & S. in Buffalo (New York) bezogen wurde. Seine Bohrung und Hub betrugen 95,25 mm resp. 108 mm, was einen Hubraum von 3078 cm³ (187.8 c.i.) ergibt.
Nach der damals angewandten N.A.C.C.-Meßmethode wurde eine Leistung von 22,5 PS errechnet (nicht gemessen).-Rating. Die Kurbelwelle war dreifach gelagert. Serienmäßig wurde ein Carter-Vergaser verbaut. Das Getriebe wurde von Grant-Lees bezogen.
Das Fahrgestell bestand aus einem konventionellen Leiterrahmen mit Starrachsen von Walker-Weiss vorn und hinten. Der Radstand betrug 112 Zoll (2845 mm), die Spurweite vorn und hinten 56 Zoll (1422 mm). Der Hackett erhielt Artillerieräder (31,5 Zoll vorn und 32 Zoll hinten) und Ajax-Reifen, war aber spätestens 1917 auch mit lackierten Drahtspeichenrädern lieferbar.

## Marktposition
Das Auto kam Ende 1916 als Modell 1917 in den Varianten „Four Passenger Roadster“ und „Five Passenger Touring“ zu je US$ 888 auf den Markt.
Dieser Preis war moderat, konnte aber nicht mit jenem des Ford Modell T konkurrieren: Die für 1917 optisch etwas aufgepeppte „Tin Lizzie“ hatte einen Vierzylindermotor mit 20 bhp (15 PS) und einen Radstand von 100 Zoll (2540 mm). Sie kostete als Runabout nur US$ 345 und als dreitüriger Touring (mit geschlossener Flanke anstelle einer Fahrertür) US$ 360.
| Bauzeit   | Modell       | Motor                | N.A.C.C.-Rating (Steuer-PS) | Radstand | Karosserie             | Listenpreis | Bemerkungen |
| --------- | ------------ | -------------------- | --------------------------- | -------- | ---------------------- | ----------- | ----------- |
| 1916      | Argo Four    | 4 Zyl.               | 22,0 HP                     | 2438 mm  | Touring (5 Pl.)        | US$ 435     | [ 6 ]       |
| 1917      | Hackett Four | 4 Zyl.               | 22,9 HP                     | 2845 mm  | Touring (5 Pl.)        | US$ 888     | [ 1 ]       |
| 1917–1918 | Ford T       | 4 Zyl. 20 bhp @ 1600 | 22,5 HP                     | 2540 mm  | 3-door Touring (5 Pl.) | US$ 360     | [ 5 ]       |

Für 1918 erhielt der Hackett neue Karosserien: Der Roadster wurde vom „Two Passenger Roadster“ und „Three Passenger Roadster“ abgelöst und der „Five Passenger Touring“ wurde mit einem „Five Passenger All-Seasons Touring“ ergänzt. Leider fehlen Erläuterungen zu diesem Modell. Denkbar ist, dass es mit einem abnehmbaren Winter Top geliefert wurde, ein aufsetzbares Dach ähnlich dem aus der Nachkriegszeit bekannten Hardtop, welches in der kalten Jahreszeit das normale Verdeck ersetzte und den Nutzwert des zugigen Fahrzeug beträchtlich erhöhte. Als Option zu US$ 110 wurde ein Winter Top bereits 1916 beworben.
Auch andere Hersteller wie Dodge führten Versionen mit Winter Top, auch California Top genannt, im regulären Katalog. Im Unterschied zum Hardtop erforderte der Austausch dieser Dächer viel Zeit und wurde nicht spontan vorgenommen. Alternativ kommt für den All-seasons Touring auch ein festes Dach mit herausnehmbaren Seitenscheiben und B-Säule Frage, ähnlich dem als Zubehör erhältlichen 
White Permanent Top.
Technisch praktisch unverändert wurde der Hackett noch bis Ende 1919 weitergebaut.

## Modellübersicht
| Bauzeit   | Modell | Motor             | Radstand | Karosserie                  | Listenpreis |
| --------- | ------ | ----------------- | -------- | --------------------------- | ----------- |
| 1917      | Four   | 4 Zyl. / 3078 cm³ | 2845 mm  | Roadster (4 Pl.)            | US$ 888     |
| 1917      | Four   | 4 Zyl. / 3078 cm³ | 2845 mm  | Touring (5 Pl.)             | US$ 888     |
| 1918–1919 | Four   | 4 Zyl. / 3078 cm³ | 2845 mm  | Roadster (2 Pl.)            |             |
| 1918–1919 | Four   | 4 Zyl. / 3078 cm³ | 2845 mm  | Roadster (3 Pl.)            |             |
| 1918–1919 | Four   | 4 Zyl. / 3078 cm³ | 2845 mm  | Touring (5 Pl.)             |             |
| 1918–1919 | Four   | 4 Zyl. / 3078 cm³ | 2845 mm  | All-seasons Touring (5 Pl.) |             |